# Барбара Матич
Барбара Матич (3 грудня 1994 , Спліт ) — хорватська дзюдоїстка, олімпійська чемпіонка 2024 року, дворазова чемпіонка світу, чемпіонка Європи.

## Спортивні результати на міжнародних змаганнях

### Виступи на Олімпіадах
| Змагання                    | Місце проведення         | Вагова категорія | Місце       |
| --------------------------- | ------------------------ | ---------------- | ----------- |
| Літні Олімпійські ігри 2016 | Ріо-де-Жанейро, Бразилія | до 70 кг         | 1/16 фіналу |
| Літні Олімпійські ігри 2020 | Токіо, Японія            | до 70 кг         | 5 місце     |
| Літні Олімпійські ігри 2024 | Париж, Франція           | до 70 кг         | Золото      |

### Виступи на Чемпіонатах світу
| Змагання                     | Місце проведення    | Вагова категорія | Місце       |
| ---------------------------- | ------------------- | ---------------- | ----------- |
| Чемпіонат світу з дзюдо 2014 | Челябінськ, Росія   | до 70 кг         | 5 місце     |
| Чемпіонат світу з дзюдо 2015 | Астана, Казахстан   | до 70 кг         | 1/16 фіналу |
| Чемпіонат світу з дзюдо 2017 | Будапешт, Угорщина  | до 70 кг         | 1/16 фіналу |
| Чемпіонат світу з дзюдо 2019 | Токіо, Японія       | до 70 кг         | 1/16 фіналу |
| Чемпіонат світу з дзюдо 2021 | Будапешт, Угорщина  | до 70 кг         | Золото      |
| Чемпіонат світу з дзюдо 2022 | Ташкент, Узбекистан | до 70 кг         | Золото      |
| Чемпіонат світу з дзюдо 2023 | Доха, Катар         | до 70 кг         | Бронза      |

### Виступи на Чемпіонатах Європи
| Змагання                      | Місце проведення   | Вагова категорія | Місце      |
| ----------------------------- | ------------------ | ---------------- | ---------- |
| Чемпіонат Європи з дзюдо 2013 | Будапешт, Угорщина | до 70 кг         | 5 місце    |
| Чемпіонат Європи з дзюдо 2014 | Монпельє, Франція  | до 70 кг         | Бронза     |
| Європейські ігри 2015         | Баку, Азербайджан  | до 70 кг         | 1/8 фіналу |
| Чемпіонат Європи з дзюдо 2017 | Варшава, Польща    | до 70 кг         | Бронза     |
| Чемпіонат Європи з дзюдо 2018 | Тель-Авів, Ізраїль | до 70 кг         | 5 місце    |
| Європейські ігри 2019         | Мінськ, Білорусь   | до 70 кг         | Бронза     |
| Чемпіонат Європи з дзюдо 2020 | Прага, Чехія       | до 70 кг         | 1/8 фіналу |
| Чемпіонат Європи з дзюдо 2022 | Софія, Болгарія    | до 70 кг         | 1/8 фіналу |
| Чемпіонат Європи з дзюдо 2022 | Монпельє, Франція  | до 70 кг         | Бронза     |
| Чемпіонат Європи з дзюдо 2024 | Загреб, Хорватія   | до 70 кг         | Золото     |

## Зовнішні посилання
- Барбара Матич на сайті International Judo Federation (англійська)
- Барбара Матич на сайті JudoInside.com (англійська)
- Барбара Матич на сайті AllJudo.net (французька)
- Барбара Матич на сайті Olympics.com (англійська)
- Барбара Матич на сайті Olympedia (англійська)
- Барбара Матич на сайті Croatian Olympic Committee (хорватська)